# Berlie Doherty
Berlie Doherty (Liverpool, 6 novembre 1943) è una scrittrice britannica di libri per ragazzi.

## Biografia
Nata Berlie Hollingsworth a Knotty Ash, Liverpool nel 1943, vive e lavora nel Peak District.
Dopo aver conseguito un B.A. all'Università di Durham nel 1965 si è specializzata in scienze sociali all'Università di Liverpool l'anno successivo e in scienze dell'educazione all'Università di Sheffield nel 1978.
A partire dal suo esordio nel 1982 con How Green You Are!, ha pubblicato numerosi romanzi, racconti e libri illustrati per l'infanzia oltre a raccolte di liriche ottenendo due medaglie Carnegie (1986 e 1991) e un Premio Phoenix nel 2004.

## Vita privata
Sposatasi con Gerard Doherty nel 1966, la coppia ha avuto 3 figli: Janna, Tim e Sally.

## Opere principali

### Romanzi
- How Green You Are! (1982)
- The Making of Fingers Finnigan (1983)
- White Peak Farm (1984)
- Children of Winter (1985)
- Granny Was a Buffer Girl (1986)
- Tough Luck (1987)
- Spellhorn (1989)
- Caro nessuno (Dear Nobody, 1991), Firenze, Salani, 1994 traduzione di Alessandra De Vizzi ISBN 88-7782-355-0.
- Street Child (1993)
- Le due vite di James il tuffatore (The Snake-Stone, 1995), Casale Monferrato, Piemme, 1998 traduzione di Laura Cangemi ISBN 978-88-384-3730-4.
- Daughter of the Sea (1996)
- The Sailing Ship Tree (1998)
- The Snow Queen (1998)
- Holly Starcross (2001)
- Deep Secret (2004)
- Abela la bambina che guardava i leoni (Abela: The Girl Who Saw Lions (2007), Milano, Piemme, 2015 traduzione di Angela Ragusa ISBN 978-88-566-0037-7.
- Cher inconnu (1993)
- A Beautiful Place for a Murder (2008)
- Treason (2011)
- The Company of Ghosts (2013)
- Far from Home: The Sisters of Street Child (2015)

### Album illustrati e raccolte di racconti
- Tilly Mint Tales (1984)
- Tilly Mint and the Dodo (1988)
- Paddiwak and Cosy (1988)
- Snowy (1992)
- Old Father Christmas (1993)
- Willa and Old Miss Annie (1994)
- The Magical Bicycle (1995)
- L'uccello d'oro (The Golden Bird, 1995), Milano, Mondadori, 1999 traduzione di Giovanni Luciani ISBN 88-04-46555-7.
- Our Field (1996)
- Running on Ice (1997)
- Il rifugio di Stella (Bella's Den, 1997), Milano, Mondadori, 1998 traduzione di Allegra Panini ISBN 88-04-44666-8.
- Tales of Wonder and Magic (1997)
- The Midnight Man (1998)
- The Famous Adventures of Jack (2000)
- Fairy Tales (2000)
- Zzaap and the Word Master (2001)
- The Nutcracker (2002)
- Noce-di-Cocco va a scuola (Coconut Comes to School, 2002), Milano, Mondadori, 2003 traduzione di Ilva Tron ISBN 88-04-51340-3.
- Tricky Nelly's Birthday Treat (2003)
- Blue John (2003)
- The Starburster (2004)
- Jinnie Ghost (2005)
- The Humming Machine (2006)
- Peak Dale Farm: A Calf Called Valentine (2009)
- Peak Dale Farm: Valentine's Day (2009)
- The Three Princes (2011)
- Wild Cat (2012)

### Poesia
- Walking on Air (1993)
- Big Bulgy Fat Black Slugs (1993)
- The Forsaken Merman and Other Story Poems (1998)

### Romanzi per adulti
- Requiem (1991)
- The Vinegar Jar (1994)

## Premi e riconoscimenti
- Carnegie Medal: 1986 vincitrice con Granny Was a Buffer Girl e 1991 vincitrice con Caro nessuno
- Premio Phoenix: 2004 vincitrice con White Peak Farm